# ゴー・ウエスト (バンド)
ゴー・ウエスト（Go West）は、イギリスの音楽グループ。ピーター・コックス（Peter Cox、1955年11月17日 - ）、リチャード・ドラミー（Richard Drummie、1959年3月20日 - ）からなるデュオ。
1985年にデビュー曲の「ウィ・クローズ・アワ・アイズ」がヒット、新進のブルー・アイド・ソウルのデュオとして注目され、来日した際には『夜のヒットスタジオ』にも出演した。1990年には映画『プリティ・ウーマン』のサントラに提供した、マーティン・ペイジによる「キング・オブ・ウィッシュフル・シンキング」が全米最高8位を記録するヒットとなった。また、1992年に発表したアルバム『インディアン・サマー』からのファーストシングル「フェイスフル」も全英最高13位、全米最高14位を記録するスマッシュヒットとなり、当時全米でのラジオオンエア回数を基にランキングを発表していた「American Top 40」では、翌1993年1月に最高3位を記録した。同アルバムにはほかにもボビー・コールドウェルの「風のシルエット」のカヴァーが収録され、日本のFMラジオでは盛んにオンエアされた。

## ディスコグラフィ

### アルバム
- 『ゴー・ウェスト』 - Go West (1985年)
- 『バン! アンド・クラッシュ!』 - Bangs and Crashes (1986年) ※リミックス
- 『ダンシング・オン・ザ・カウチ』 - Dancing On The Couch (1987年)
- 『インディアン・サマー』 - Indian Summer (1992年)
- 『エイセス&キングス - ザ・ベスト・オブ・ゴー・ウエスト』 - Aces And Kings-The Best Of Go West (1993年) ※コンピレーション
- Live At The NEC (2001年) ※NECでのライブ
- Tohy Hadley vs Peter Cox＆Go West (2004年) ※ライブ
- 『フューチャーナウ』 - Futurenow (2008年)
- 3D (2010年)